# The Beatles Story
The Beatles Story is een museum over The Beatles in Liverpool. Het bevindt zich in het gerenoveerde Albert Dock-havengebied van hun geboortestad.
Het museum werd op 1 mei 1990 geopend. Naar eigen opgave werd het in de eerste vijfentwintig jaar door vier miljoen mensen uit meer dan honderd landen bezocht. Het museum werd in 2015 onderscheiden als een van de beste toeristische attracties van het Verenigd Koninkrijk. Een voorloper van het museum was de Cavern Mecca (1981-1984).
In het museum zijn allerlei herinneringsstukken aan The Beatles te zien, zoals de ronde bril van John Lennon en de laatste piano waar Lennon voor zijn dood op speelde. Deze heeft een honky-tonkgeluid en is niet het exemplaar waar hij Imagine op componeerde. Die laatste stond ook een tijd in het museum en kwam na een veilingaankoop in handen van George Michael. Ook is een niet verstuurde brief van Lennon aan koningin Elizabeth te zien waarin hij aankondigde een medaille terug te sturen, als beklag tegen de Britse betrokkenheid bij de oorlog in Biafra en de steun voor de Vietnamoorlog. Verder is een nagebouwde gele onderzeeboot te zien, de eerste gitaar van George Harrison en talrijke andere originele muziekinstrumenten, platen, foto's, posters, enz. Verder zijn muziekopnames te horen en originele televisieopnames te zien.

## Galerij

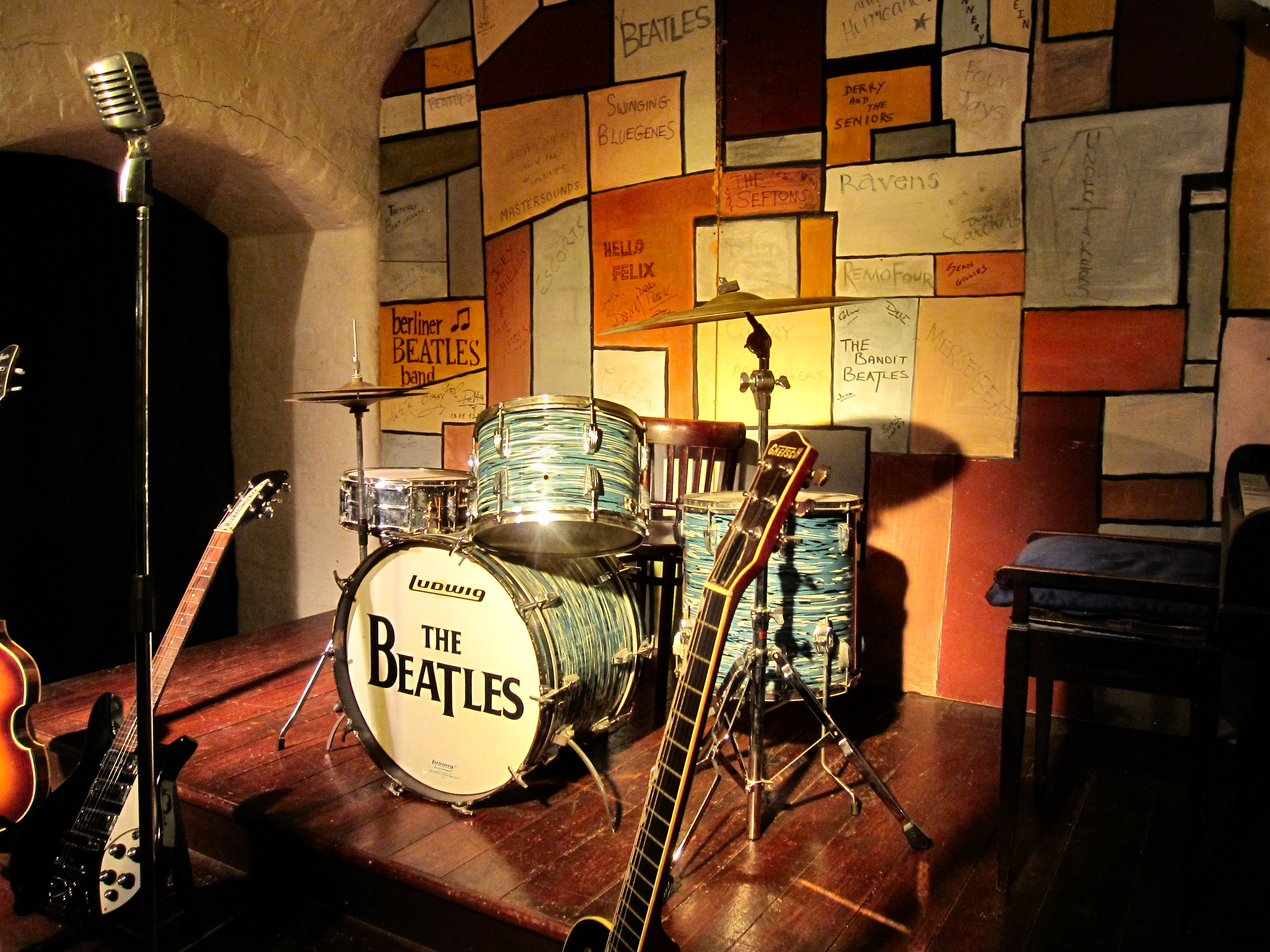
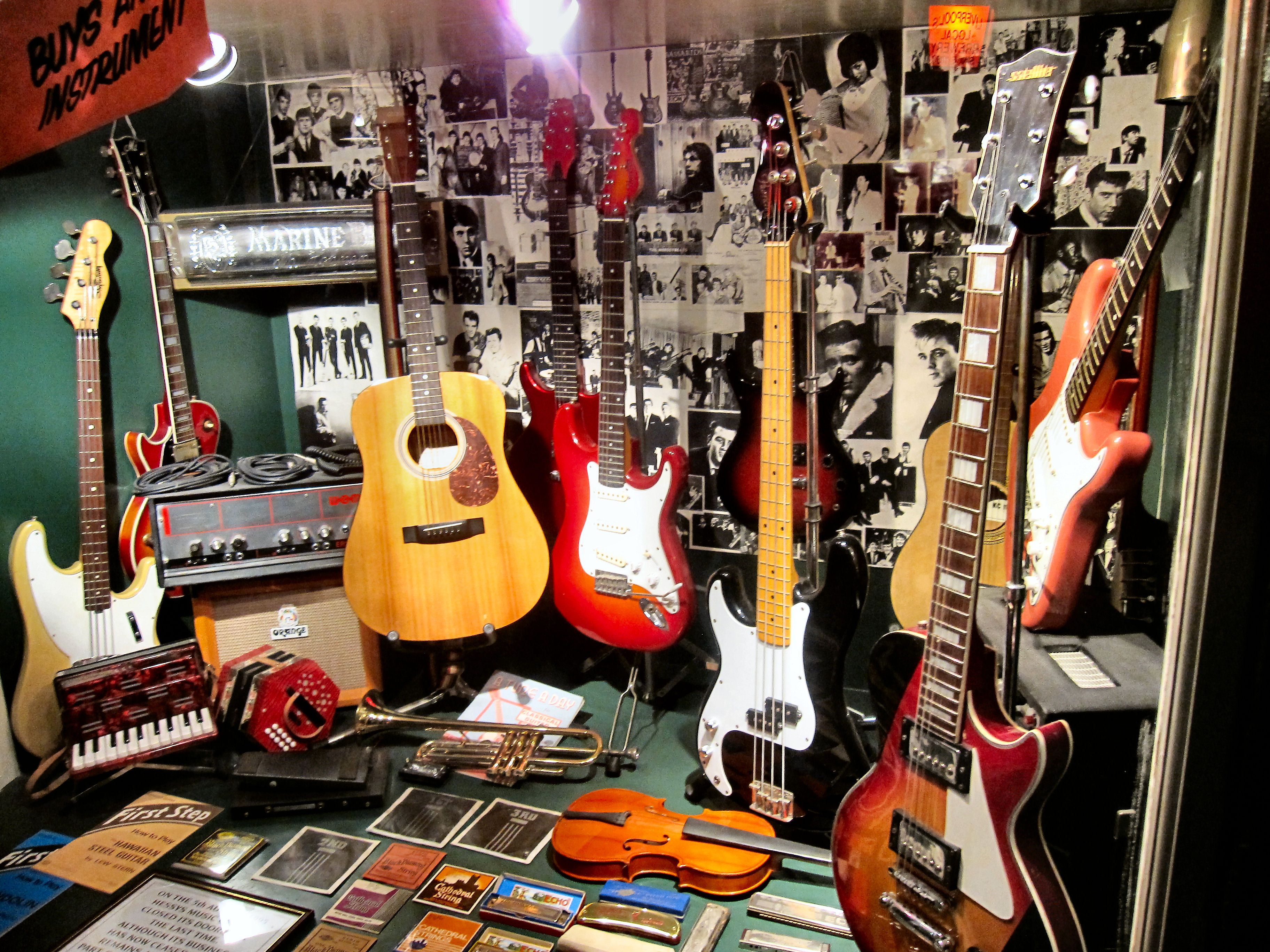

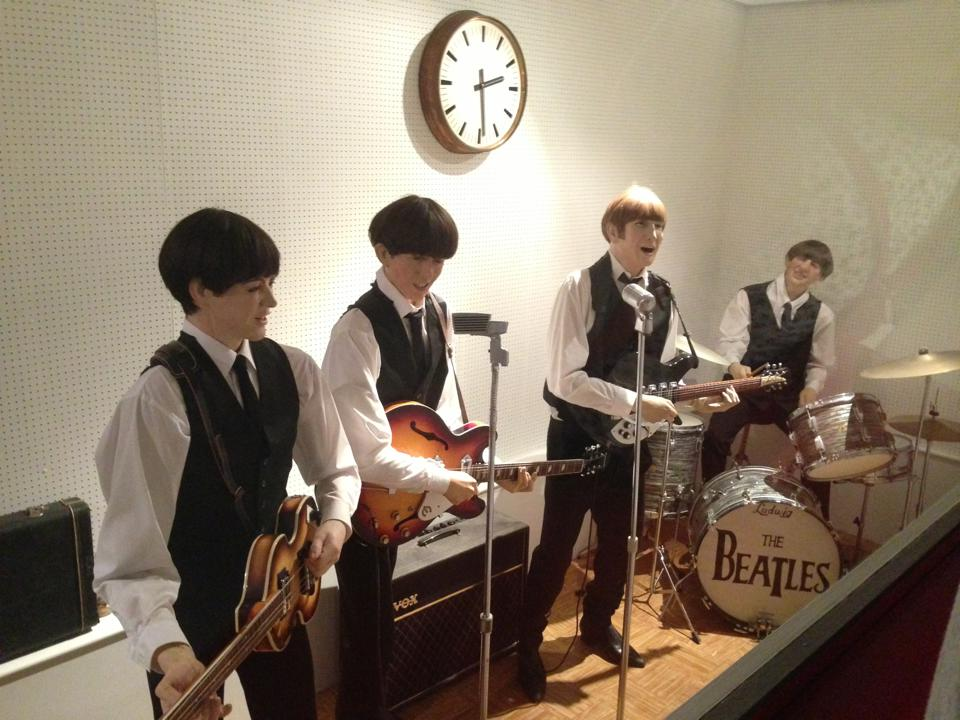
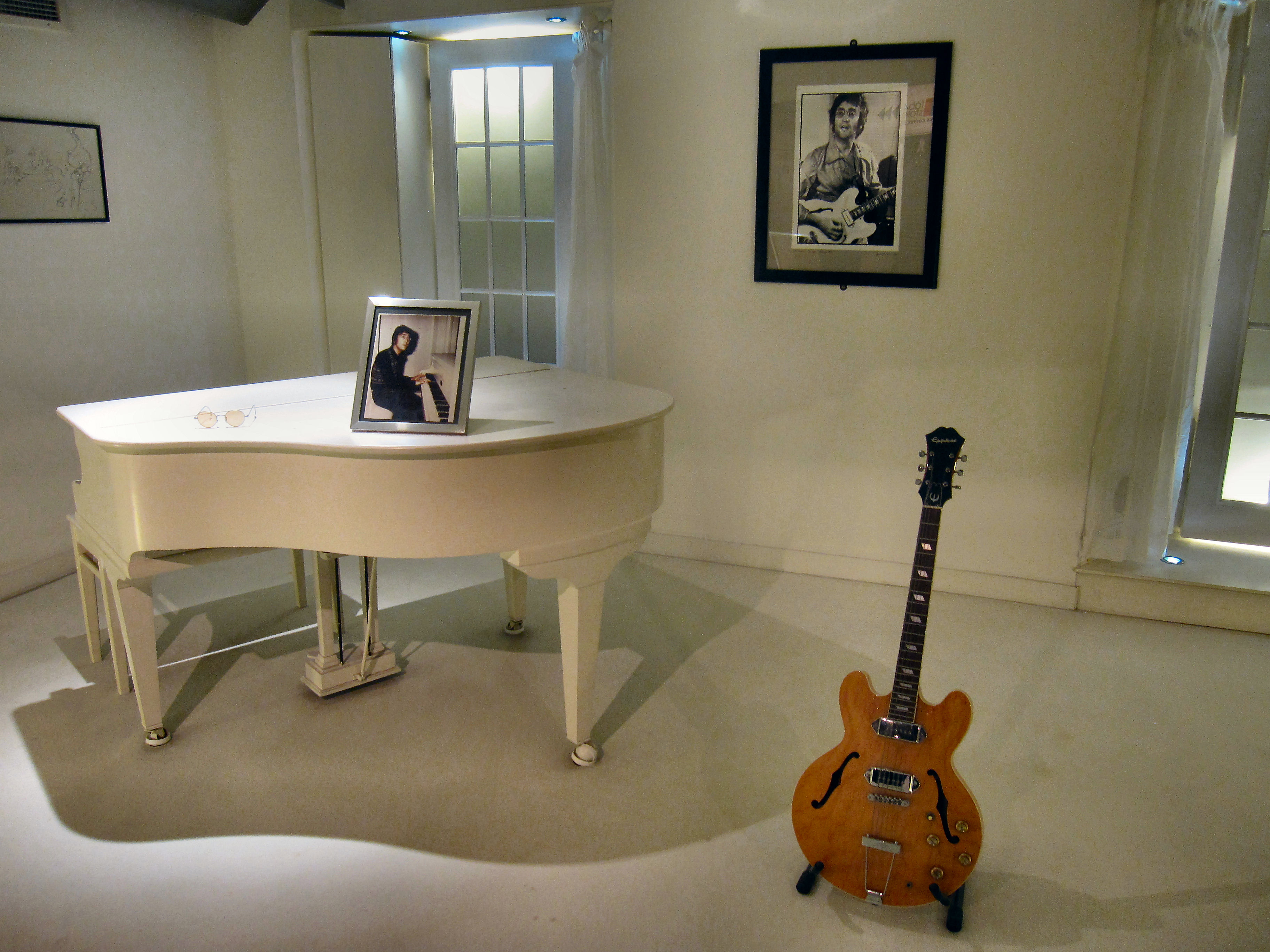